# Musée d'art moderne égyptien
Le Musée d'art moderne égyptien est le plus grand musée d'art moderne du Caire. Il conserve des collections des pionniers de l'art contemporain égyptien du XXe siècle, dont Mahmoud Said, Ragheb Ayad, Gazbeya Sirry, Abdel Hadi Al-Gazzar, entre autres,. Il a été inauguré en 1927 et fait partie du Centre culturel national situé à Zamalek, face à l'Opéra du Caire, sur le terrain de l'ancienne foire d'exposition, dans la partie nord de l'Île de Gezira sur le Nil.

## Collections
Le musée possède plus de 13 000 peintures et sculptures qui témoignent du développement des mouvements artistiques égyptiens depuis le début du XXe siècle à travers des pionniers de l'art contemporain égyptien. Une exposition permanente et des expositions temporaires montrent des œuvres d'artistes tels que, :
- Ahmad Sabri (dont une aile du musée porte le nom)
- Mahmoud Said
- Ragheb Ayad
- Mohammed Naghi
- Gazbia Sirry
- Inji Eflatoun
- Tahia Halim
- Abdel Hadi Al-Gazzar
- Ahmed Morsi
- Mamdouh Kashlan
- Ibrahim Mohammed Khalil
- Georges Al-Sabbagh
- George Bahgoury
- Salah Abdel-Karim
- Adam Henein
- Abdel-Badie Abdel-Hay
- Mahmoud Moussa
- Hamed Abdallah